# Algherese

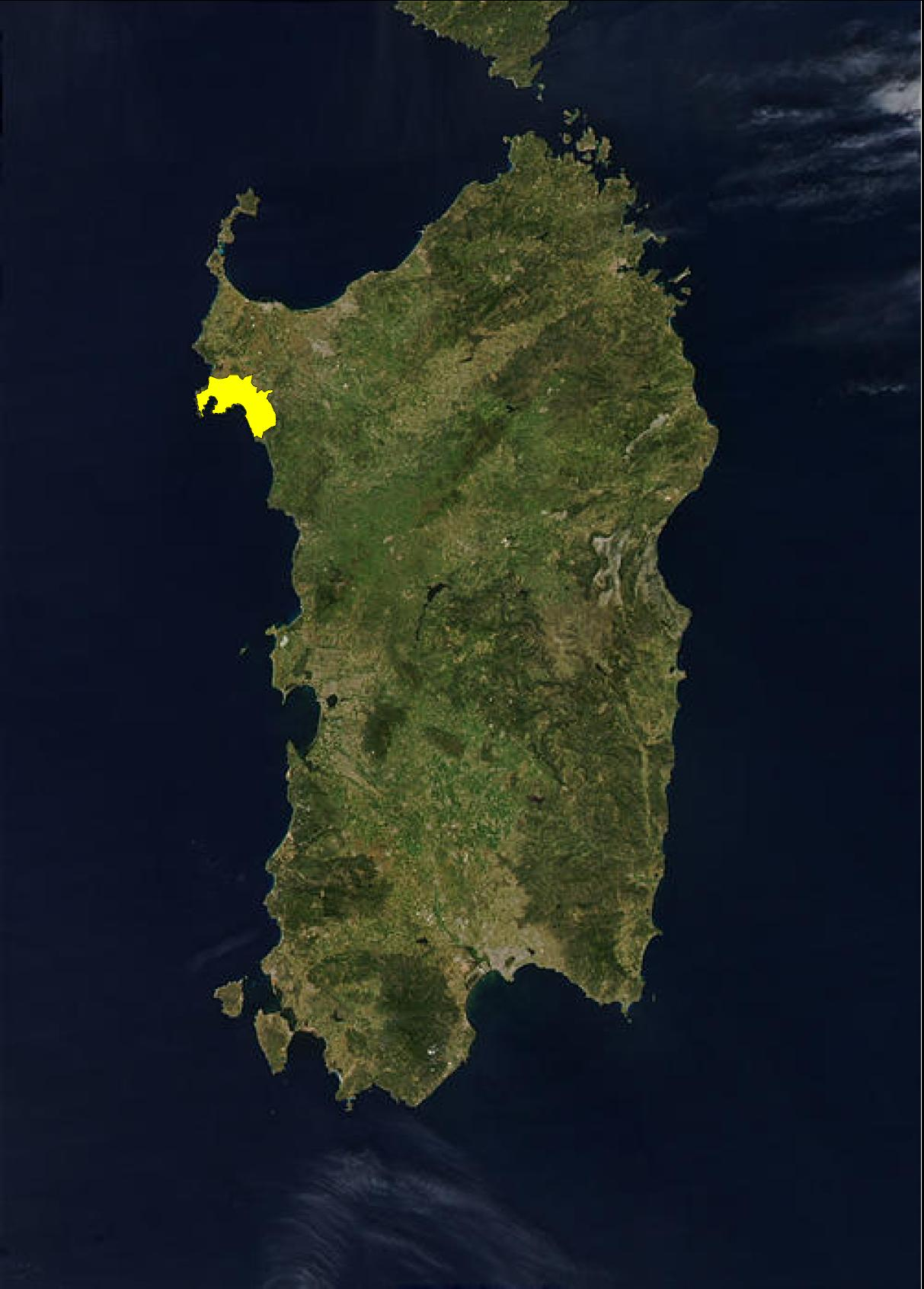
Położenie Alghero na mapie Sardynii

Algherese (kat. l’alguerès) – odmiana języka katalońskiego uznawana za język ojczysty przez ponad 20% mieszkańców miasta Alghero na Sardynii. Odznacza się wieloma archaizmami ze względu na geograficzne odizolowanie od katalońskiego kontinuum dialektalnego, a także wpływami języka sardyńskiego i włoskiego. Mowa została uznana za język mniejszościowy. Wykazuje cechy typowe dla wschodnich dialektów katalońskich, a dodatkowo szereg cech specyficznych.

## Fonetyka
- Różnicuje fonemy /v/ i /b/, podobnie jak to ma miejsce w dialektach balearskich i niektórych walenckich.
- Rotacyzm (wpływ języka sardyńskiego). Zastąpienie międzysamogłoskowego /d/ i /l/ przez [r]: „escola” > „ascòra”, ‘Barceloneta’: w standardowym katalońskim [bərsəluˈnɛtə], w algherskim [balsaruˈnɛta], ‘vila’ i ‘vida’ są w algherskim homofonami: ['vira]; „cada” > „cara”, „bleda” > „brera”, „roda” > „rora”, „codony” > „corom”. Występuje to także w zbitkach spółgłoskowych /l/ > [r]: „blanc” > „branc”, „plana” > „prana”, „clau” > „crau”, „volar” > „vurà”, „plaça” > „praça”, „ungla” > „ungra”, „plena” > „prena”,
- Proces odwrotny w wygłosach: /r/ > [l] (wpływ języka sardyńskiego): „port” > „polt”, „sard” > „saldu”, „persona” > „palsona”, „corda” > „colda”, „portal” > „pultal”, „Sardenya” > „Saldenya”, „parlar” > „pal·là”.
- Depalatalizacja spółgłosek bocznych i nosowych na końcu sylaby (wpływ języka sardyńskiego): /ɬ/ > [l], /ɲ/ > [n]; np. ‘any’: w standardowym katalońskim [ˈaɲ], w algherskim [ˈan], „any” > „an”, „fill” > „fil”, „vell” > „vel”, „cavall” > „caval”
- Elizja nagłosowych nieakcentowanych e i a po przyimku de: „d’anar” > „de ná”; „d’escola” > „de scòra”.

## Morfologia i składnia
- Średniowieczne formy rodzajnika określonego: lo/los (pron. lu/lus) i la/les (pron. la/las) zamiast el/els, la/les.
- Czas przeszły prosty zastąpiony przez czas teraźniejszy dokonany (‘haver’ + imiesłów), (wpływ języka sardyńskiego).
- Czas przeszły niedokonany zachowuje archaiczne etymologiczne -V- we wszystkich koniugacjach: 1a -ava, 2a -iva, 3a -iva (zamiast współczesnych form bez -V- w I koniugacji: 1a z-ava, 2a -ia, 3a -ia)

## Słownictwo
- Archaizmy: „servici” zamiast „servei”, „almanco” zamiast „almenys”, „espada” zamiast „espasa”, „lletra” zamiast „carta”
- Wyrazy zapożyczone lub kalki z sardyńskiego „eba” zamiast „egua”, „cavidani” zamiast „setembre” (sardyńskie ‘cabidànne’); z hiszpańskiego („iglésia” zamiast „església”); a zwłaszcza z włoskiego („llumera” zamiast „llum”, „fortuna” zamiast „sort”, „fatxa” zamiast „cara”, „campsant” zamiast „cementiri”).

## Zasięg występowania

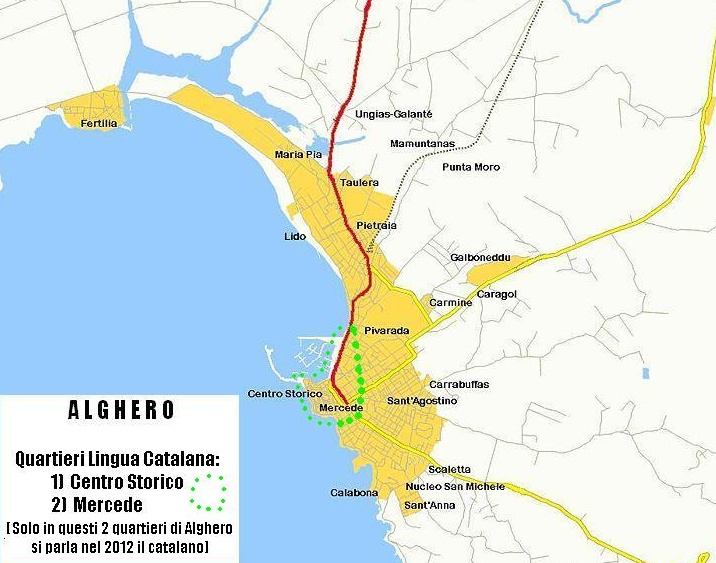
Plan miasta z zasięgiem (wykropkowane na zielono) występowania dialektu

Obecnie dialekt kataloński występuje głównie na obszarze dwóch dzielnic Alghero: Stare Miasto (wł. Centro Storico) i Mercede. Pomimo że około 22,5% mieszkańców miasta uznaje go za swój pierwszy język, to w mowie codziennej używa go tylko 13,9%. Obecnie dialekt jest uznawany za zagrożony wyginięciem.